# Elissa Makiniemi

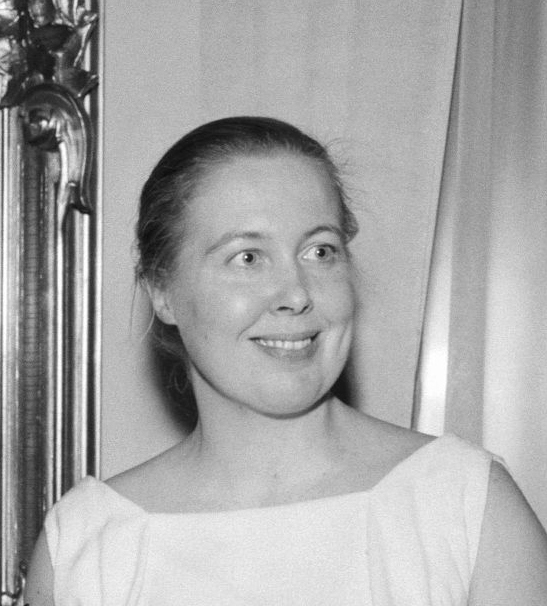
Elissa Makiniemi

Elissa Aalto (nascida Elsa Kaisa Mäkiniemi, 22 de novembro de 1922 - 12 de abril de 1994) foi uma arquiteta finlandesa.

## Vida
Ela se formou em arquitetura pela Universidade de Tecnologia de Helsinque em 1949, e no mesmo ano ingressou no escritório de Alvar Aalto. Eles se casaram em 1952, quando ela tinha 29 anos e ele 54, e não tiveram filhos juntos. Na época de seu casamento, Aalto estava envolvido na construção da Câmara Municipal de Säynätsalo, e foi nessa época que ele adquiriu um terreno próximo à ilha à beira do lago, onde construiu uma casa de verão - a chamada Casa Experimental - para ele e sua nova esposa. Ela esteve envolvida em todos os projetos de competição que o escritório realizou e, após a morte de Alvar Aalto em 1976, administrou o escritório e concluiu os projetos inacabados, como o Essen Opera House. Ela também esteve envolvida em projetos de alteração e restauração de edifícios de Aalto, incluindo a Prefeitura de Rovaniemi. Ela doou os desenhos de Aalto para a Fundação Alvar Aalto para disponibilizar o material para pesquisadores. Elissa Aalto morreu em 1994, e foi sepultada no cemitério de Hietaniemi, em Helsinque, com o marido.